# Gran Premio di Germania 2000
Il Gran Premio di Germania 2000 è stato un Gran premio di Formula 1 disputato il 30 luglio 2000 sullo Hockenheimring, in Germania. La gara fu vinta da Rubens Barrichello, alla prima vittoria in carriera in Formula 1; completarono il podio i piloti della McLaren - Mercedes, Mika Häkkinen e David Coulthard.

## Vigilia

### Aspetti sportivi
Nonostante le due battute di arresto consecutive nei precedenti Gran Premi di Francia e d'Austria, Michael Schumacher si presentò alla gara di casa in testa alla classifica del mondiale piloti, con 56 punti. Alle sue spalle si trovavano i due piloti della McLaren - Mercedes, David Coulthard e Mika Häkkinen, rispettivamente con 50 e 48 punti.
In preparazione per il Gran Premio di Germania, tutte le scuderie ad eccezione della Arrows parteciparono a delle sessioni di prove private. McLaren, Williams, Benetton, BAR, Jordan, Sauber e Jaguar si recarono sul Circuito di Silverstone tra il 18 ed il 20 luglio, mentre Ferrari, Prost e Minardi preferirono il Circuito del Mugello. La Ferrari, inoltre, effettuò anche delle prove sul proprio Circuito di Fiorano, prima con Luca Badoer e poi con Michael Schumacher.
Eddie Irvine tornò alla guida della sua Jaguar, dopo aver saltato il Gran Premio d'Austria per degli intensi dolori addominali.

### Aspetti tecnici
La Jordan portò in pista la versione B della EJ10, caratterizzata da una veste aerodinamica rivista in particolare nelle fiancate, con un profilo più arrotondato e una forma scavata nella parte inferiore. Anche la Jaguar introdusse diverse novità sulle proprie monoposto, rimuovendo i grandi schermi posti dietro alle ruote anteriori e sostituendoli con degli schermi più piccoli posti tra le sospensioni. Inoltre, la scuderia britannica tornò a impiegare la carrozzeria utilizzata prima del Gran Premio di Monaco e montò un'evoluzione del motore Cosworth, sviluppata però a partire dai propulsori forniti alla Stewart nel 1999.
Le altre scuderie non introdussero particolari novità, ma adattarono le proprie monoposto alle caratteristiche del circuito di Hockenheim, caratterizzato da lunghi rettilinei e richiedente quindi un carico aerodinamico ridotto e un'elevata efficienza aerodinamica. 

## Prove libere

### Risultati
I tempi migliori della prima sessione di prove libere di venerdì furono i seguenti:
| Pos | Nº | Pilota             | Costruttore        | Tempo    |
| --- | -- | ------------------ | ------------------ | -------- |
| 1   | 3  | Michael Schumacher | Ferrari            | 1'43"532 |
| 2   | 1  | Mika Häkkinen      | McLaren - Mercedes | 1'44"120 |
| 3   | 4  | Rubens Barrichello | Ferrari            | 1'44"128 |

I tempi migliori della seconda sessione di prove libere di venerdì furono i seguenti:
| Pos | Nº | Pilota                | Costruttore          | Tempo    |
| --- | -- | --------------------- | -------------------- | -------- |
| 1   | 5  | Heinz-Harald Frentzen | Jordan - Mugen Honda | 1'43"575 |
| 2   | 1  | Mika Häkkinen         | McLaren - Mercedes   | 1'44"213 |
| 3   | 3  | Michael Schumacher    | Ferrari              | 1'44"396 |

I tempi migliori delle sessioni di prove libere di sabato mattina furono i seguenti:
| Pos | Nº | Pilota             | Costruttore        | Tempo    |
| --- | -- | ------------------ | ------------------ | -------- |
| 1   | 1  | Mika Häkkinen      | McLaren - Mercedes | 1'41"658 |
| 2   | 3  | Michael Schumacher | Ferrari            | 1'41"932 |
| 3   | 2  | David Coulthard    | McLaren - Mercedes | 1'41"971 |

## Qualifiche

### Resoconto
L'esito delle qualifiche fu deciso dalla pioggia, che cominciò a cadere pochi minuti dopo l'inizio della sessione. Ne approfittò Coulthard, che, sceso immediatamente in pista, inflisse distacchi pesanti a tutti, conquistando così la pole position. Michael Schumacher soffiò proprio all'ultimo istante il secondo posto a Fisichella, abile nello scegliere il momento migliore per andare in pista. Quarto tempo per Mika Häkkinen, seguito dal sorprendente De la Rosa e da Trulli; settimo si classificò Wurz, mentre in ottava posizione si schierò Johnny Herbert.
Frentzen si piazzò solo diciassettesimo, essendogli stato annullato il miglior tempo per avere tagliato una chicane. Alle sue spalle si classificò Barrichello, bloccato da un guasto idraulico sulla sua Ferrari e costretto a scendere in pista in un momento poco favorevole per via della pioggia. In difficoltà anche le Williams, con Ralf Schumacher quattordicesimo e Button sedicesimo.

### Risultati
| Pos | No | Pilota                | Costruttore          | Tempo    | Distacco |
| --- | -- | --------------------- | -------------------- | -------- | -------- |
| 1   | 2  | David Coulthard       | McLaren - Mercedes   | 1'45"697 |          |
| 2   | 3  | Michael Schumacher    | Ferrari              | 1'47"063 | +1"366   |
| 3   | 11 | Giancarlo Fisichella  | Benetton - Playlife  | 1'47"130 | +1"433   |
| 4   | 1  | Mika Häkkinen         | McLaren - Mercedes   | 1'47"162 | +1"465   |
| 5   | 18 | Pedro de la Rosa      | Arrows - Supertec    | 1'47"786 | +2"089   |
| 6   | 6  | Jarno Trulli          | Jordan - Mugen Honda | 1'47"833 | +2"136   |
| 7   | 12 | Alexander Wurz        | Benetton - Playlife  | 1'48"037 | +2"340   |
| 8   | 8  | Johnny Herbert        | Jaguar Cosworth      | 1'48"078 | +2"381   |
| 9   | 22 | Jacques Villeneuve    | BAR - Honda          | 1'48"121 | +2"424   |
| 10  | 7  | Eddie Irvine          | Jaguar - Cosworth    | 1'48"305 | +2"508   |
| 11  | 19 | Jos Verstappen        | Arrows - Supertec    | 1'48"321 | +2"524   |
| 12  | 23 | Ricardo Zonta         | BAR - Honda          | 1'48"665 | +2"968   |
| 13  | 15 | Nick Heidfeld         | Prost - Peugeot      | 1'48"690 | +2"993   |
| 14  | 9  | Ralf Schumacher       | Williams - BMW       | 1'48"841 | +3"144   |
| 15  | 17 | Mika Salo             | Sauber - Petronas    | 1'49"204 | +3"507   |
| 16  | 10 | Jenson Button         | Williams - BMW       | 1'49"215 | +3"518   |
| 17  | 5  | Heinz-Harald Frentzen | Jordan - Mugen Honda | 1'49"280 | +3"583   |
| 18  | 4  | Rubens Barrichello    | Ferrari              | 1'49"544 | +3"847   |
| 19  | 16 | Pedro Diniz           | Sauber - Petronas    | 1'49"936 | +4"239   |
| 20  | 14 | Jean Alesi            | Prost - Peugeot      | 1'50"289 | +4"592   |
| 21  | 21 | Gastón Mazzacane      | Minardi - Fondmetal  | 1'51"611 | +5"914   |
| 22  | 20 | Marc Gené             | Minardi - Fondmetal  | 1'53"094 | +7"397   |

## Warm-up

### Risultati
I tempi migliori fatti segnare nel warm up di domenica mattina furono i seguenti:
| Pos | No | Pilota           | Costruttore        | Tempo    |
| --- | -- | ---------------- | ------------------ | -------- |
| 1   | 2  | David Coulthard  | McLaren - Mercedes | 1'44"065 |
| 2   | 1  | Mika Häkkinen    | McLaren - Mercedes | 1'44"227 |
| 3   | 18 | Pedro de la Rosa | Arrows - Supertec  | 1'44"636 |

## Gara

### Resoconto
Alla partenza Coulthard strinse Schumacher verso il lato esterno della pista; Fisichella, partito alle spalle del pilota tedesco, fu colto di sorpresa dal cambio di traiettoria del ferrarista e finì per tamponarlo, spedendolo nella via di fuga e dovendosi ritirare a sua volta. Häkkinen, scattato dalla quarta posizione, si infilò nel varco lasciatogli dal compagno di squadra e si portò in testa; la manovra dei due piloti della McLaren suscitò nel dopogara molte polemiche, anche perché il terzo ritiro consecutivo di Schumacher avrebbe permesso ai due piloti della scuderia inglese di riaprire definitivamente il Campionato. Häkkinen e Coulthard condussero senza particolari problemi la gara, seguiti da Trulli, de la Rosa, Irvine e Herbert; alle loro spalle si fece strada Barrichello, che già nel corso del primo giro risalì fino alla decima posizione.
Il brasiliano, partito con una tattica su due soste contro l'unica della maggior parte degli avversari, continuò nei passaggi successivi la sua rimonta, entrando in zona punti già nel corso della quinta tornata, ma non era nella posizione di insidiare concretamente i piloti della McLaren, che accumularono un grande vantaggio sugli inseguitori. Anche Frentzen (partito con la stessa strategia di Barrichello) e Herbert misero a segno diversi sorpassi, risalendo in classifica, ma il pilota della Jaguar fu costretto al ritiro dopo aver percorso solo dodici giri. Nel frattempo, nel corso dell'ottavo passaggio, la Arrows di Verstappen perse l'intero cofano motore in pieno rettilineo, ma l'olandese riuscì a continuare.
Barrichello e Frentzen, portatisi rispettivamente in terza e quinta posizione, si fermarono ai box al diciassettesimo ed al diciottesimo giro, rientrando in pista al quinto ed al sesto posto. Le due McLaren sembravano poter controllare la gara, gestendo il grande vantaggio su Trulli, terzo, quando, al 24º giro, un ex dipendente francese della Mercedes di 47 anni (tale Robert Sehli) compì un'invasione di pista per protestare contro il licenziamento subito dall'azienda tedesca dopo vent'anni di servizio. L'uomo, che indossava un impermeabile con scritte contro la Mercedes, prima attraversò il rettilineo dopo la Nord-kurve poi si mise a camminare lungo il bordo della pista, anche mentre alcune monoposto arrivavano a tutta velocità 200 metri più indietro. Entrò così la safety car, annullando il vantaggio delle McLaren: praticamente tutti i piloti rientrarono nella corsia dei box per rifornire, compresi Barrichello e Frentzen che si portarono, in questo modo, alla pari con gli altri. Quando la safety car uscì di scena, una volta inoltre allontanato l'invasore di pista (in seguito arrestato e multato), dietro ad Häkkinen si trovavano Trulli, Barrichello, De la Rosa, Frentzen e Coulthard; tuttavia, il giro successivo, Alesi fu protagonista di una violenta uscita di pista dopo essersi toccato con Diniz e la vettura di sicurezza rientrò sul tracciato.
Al 31º giro, quando la safety car tornò ai box, iniziò a piovere: Button e Heidfeld rientrarono ai box per montare gomme da bagnato alla fine del 32º passaggio, imitati un giro dopo da tutti gli altri. Gli unici a mantenere le gomme da asciutto furono Frentzen, Coulthard e Barrichello: per il brasiliano sarebbe stata la mossa vincente. La pioggia, infatti, non cadde in maniera uniforme sul lungo circuito tedesco, concentrandosi principalmente sulla zona del Motodrom, e gli inseguitori non furono in grado di guadagnare tanto da diventare pericolosi. Dietro a Barrichello si trovavano Coulthard, Frentzen, Zonta (che pochi giri prima aveva mandato in testacoda il suo compagno di squadra), Häkkinen, De la Rosa e Trulli. Coulthard rinunciò però a proseguire con le gomme da asciutto, montando quelle da bagnato al 37º giro; nello stesso passaggio, a Trulli e a Zonta fu inflitto uno stop & go, che nel caso del pilota abruzzese si rivelò nel dopogara completamente ingiustificato (la stessa direzione gara ammise, a corsa finita, che la penalità era stata inflitta al pilota italiano erroneamente). Il brasiliano della BAR uscì di pista subito dopo, dando così ad Häkkinen la possibilità di attaccare Frentzen, in difficoltà a causa di problemi all'impianto elettrico della sua Jordan; il pilota tedesco si ritirò al 39º giro, subito dopo aver subito il sorpasso da parte del finlandese.
Nonostante la pioggia stesse aumentando d'intensità negli ultimi giri (permettendo ad Häkkinen di recuperare qualche decimo al giro su Barrichello), il pilota brasiliano conquistò la sua prima vittoria in Formula 1 dopo esser partito dalla diciottesima posizione. Alle spalle del ferrarista chiusero Häkkinen e Coulthard, seguiti da Button, Salo e de la Rosa. Nel Campionato Piloti la coppia dei piloti McLaren rimase appaiata al secondo posto staccata di due punti da Michael Schumacher, mentre nel Campionato Costruttori la Ferrari mantenne inalterato il proprio vantaggio nei confronti della McLaren.

### Risultati
| Pos      | No | Pilota                | Costruttore          | Giri | Tempo/Ritiro e posizione al ritiro | Partenza | Punti |
| -------- | -- | --------------------- | -------------------- | ---- | ---------------------------------- | -------- | ----- |
| 1        | 4  | Rubens Barrichello    | Ferrari              | 45   | 1h25'34"418                        | 18       | 10    |
| 2        | 1  | Mika Häkkinen         | McLaren - Mercedes   | 45   | +7"452                             | 4        | 6     |
| 3        | 2  | David Coulthard       | McLaren - Mercedes   | 45   | +21"168                            | 1        | 4     |
| 4        | 10 | Jenson Button         | Williams - BMW       | 45   | +22"685                            | 16       | 3     |
| 5        | 17 | Mika Salo             | Sauber - Petronas    | 45   | +27"112                            | 15       | 2     |
| 6        | 18 | Pedro de la Rosa      | Arrows - Supertec    | 45   | +29"080                            | 5        | 1     |
| 7        | 9  | Ralf Schumacher       | Williams - BMW       | 45   | +30"898                            | 14       |       |
| 8        | 22 | Jacques Villeneuve    | BAR - Honda          | 45   | +47"537                            | 9        |       |
| 9        | 6  | Jarno Trulli          | Jordan - Mugen Honda | 45   | +50"901                            | 6        |       |
| 10       | 7  | Eddie Irvine          | Jaguar - Cosworth    | 45   | +1'19"664                          | 10       |       |
| 11       | 21 | Gastón Mazzacane      | Minardi - Fondmetal  | 45   | +1'29"504                          | 21       |       |
| 12       | 15 | Nick Heidfeld         | Prost - Peugeot      | 40   | Testacoda                          | 13       |       |
| Ritirato | 5  | Heinz-Harald Frentzen | Jordan - Mugen Honda | 39   | Elettronica (3°)                   | 17       |       |
| Ritirato | 19 | Jos Verstappen        | Arrows - Supertec    | 39   | Testacoda (8°)                     | 11       |       |
| Ritirato | 23 | Ricardo Zonta         | BAR - Honda          | 37   | Testacoda (4°)                     | 12       |       |
| Ritirato | 20 | Marc Gené             | Minardi - Fondmetal  | 33   | Motore (11°)                       | 22       |       |
| Ritirato | 12 | Alexander Wurz        | Benetton - Playlife  | 31   | Cambio (10°)                       | 7        |       |
| Ritirato | 16 | Pedro Diniz           | Sauber - Petronas    | 29   | Collisione con J.Alesi (16°)       | 19       |       |
| Ritirato | 14 | Jean Alesi            | Prost - Peugeot      | 29   | Collisione con P.Diniz (17°)       | 20       |       |
| Ritirato | 8  | Johnny Herbert        | Jaguar - Cosworth    | 12   | Cambio (8°)                        | 8        |       |
| Ritirato | 11 | Giancarlo Fisichella  | Benetton - Playlife  | 0    | Collisione con M.Schumacher (4°)   | 3        |       |
| Ritirato | 3  | Michael Schumacher    | Ferrari              | 0    | Collisione con G.Fisichella (3°)   | 2        |       |

## Classifiche

### Piloti
| Pos. | Pilota                | Punti |
| ---- | --------------------- | ----- |
| 1    | Michael Schumacher    | 56    |
| 2    | David Coulthard       | 54    |
| 2    | Mika Häkkinen         | 54    |
| 4    | Rubens Barrichello    | 46    |
| 5    | Giancarlo Fisichella  | 18    |
| 6    | Ralf Schumacher       | 14    |
| 7    | Jacques Villeneuve    | 11    |
| 8    | Jenson Button         | 8     |
| 9    | Jarno Trulli          | 6     |
| 9    | Mika Salo             | 6     |
| 11   | Heinz-Harald Frentzen | 5     |
| 12   | Eddie Irvine          | 3     |
| 13   | Jos Verstappen        | 2     |
| 13   | Pedro de la Rosa      | 2     |
| 15   | Ricardo Zonta         | 1     |

### Costruttori
| Pos. | Team                 | Punti |
| ---- | -------------------- | ----- |
| 1    | Ferrari              | 102   |
| 2    | McLaren - Mercedes   | 98    |
| 3    | Williams - BMW       | 22    |
| 4    | Benetton - Playlife  | 18    |
| 5    | BAR - Honda          | 12    |
| 6    | Jordan - Mugen Honda | 11    |
| 7    | Sauber - Petronas    | 6     |
| 8    | Arrows - Supertec    | 4     |
| 9    | Jaguar - Cosworth    | 3     |